# Santa Bárbara do Pará
Santa Bárbara do Pará là một đô thị thuộc bang Pará, Brasil. Đô thị này có diện tích 278,151 km², dân số năm 2007 là 13730 người, mật độ 49,36 người/km².